# Финал Кубка Англии по футболу 2025
Финал Кубка Англии по футболу 2025 года (англ. 2025 FA Cup Final) — 144-й финал старейшего футбольного кубкового турнира в мире, Кубка Англии. Матч прошёл в субботу 17 мая 2025 года на стадионе «Уэмбли» в Лондоне. В матче встретились «Кристал Пэлас» и  «Манчестер Сити».
Победу в матче со счётом 1:0 одержал «Кристал Пэлас», это первая в истории клуба победа в Кубке Англии (ранее команда играла в финалах в 1990 и 2016 годах). Благодаря победе «Кристал Пэлас» квалифицировался в общий этап Лиги Европы УЕФА сезона 2025/26. Также «Кристал Пэлас» получил право сыграть в матче за Суперкубок Англии 2025, в котором встретился с «Ливерпулем».
«Манчестер Сити» третий раз подряд играл в финале Кубка Англии и второй раз подряд проиграл. В целом «Сити» 14-й раз сыграл в финале Кубка Англии (7 побед и 7 поражений).

## Путь команд к финалу
| Кристал Пэлас    | Кристал Пэлас | Раунд         | Манчестер Сити   | Манчестер Сити |
| ---------------- | ------------- | ------------- | ---------------- | -------------- |
| Соперник         | Счёт          |               | Соперник         | Счёт           |
| Стокпорт Каунти  | 1:0           | Раунд 3       | Солфорд Сити     | 8:0            |
| Донкастер Роверс | 2:0           | Раунд 4       | Лейтон Ориент    | 2:1            |
| Миллуолл         | 3:1           | Раунд 5       | Плимут Аргайл    | 3:1            |
| Фулхэм           | 3:0           | Четвертьфинал | Борнмут          | 2:1            |
| Астон Вилла      | 3:0           | Полуфинал     | Ноттингем Форест | 2:0            |
|                  |               |               |                  |                |

## Отчёт о матче
| Кристал Пэлас | 1:0 | Манчестер Сити |
| ------------- | --- | -------------- |
| Эзе 16′       |     |                |

| Кристал Пэлас | Манчестер Сити |

Регламент матча:
- 90 минут основного времени.
- 30 минут дополнительного времени в случае необходимости.
- Послематчевые пенальти в случае необходимости.
- Девять запасных с каждой стороны.
- Максимальное количество замен — по пять с каждой стороны, шестая возможна в дополнительное время.